# Iván Aguayo
Iván Sánchez Aguayo (ur. 23 września 1992 w Campillo de Arenas) – hiszpański piłkarz występujący na pozycji pomocnika w Elche CF.